# Belga
50°50′43″N 4°23′57″Ø / 50.84528°N 4.39917°Ø
Belga eller Agence télégraphique belge de Presse er et belgisk nyhedsbureau beliggende i Schaerbeek (Bruxelles).